# Університет Бруней-Даруссалам
Університет Бруней-Даруссалам (малай. Universiti Brunei Darussalam) — найбільший і найстаріший університет держави Бруней.

## Структура

### Адміністрація
Канцлером (еквівалент ректора) університету є султан Брунею Хассанал Болкіах. Керує університетом віце-канцлер, який має заступника, наукового радника та чотирьох помічників

### Факультети
- Інститут освіти імені Султана Хассанала Болкіаха
- Факультет мистецтв і соціальних наук Faculty of Arts and Social Sciences
- Факультет природничих наук
- Школа бізнесу й економіки
- Інститут медичних наук PAPRSB
- Факультет інтегративних технологій
- Академія вивчення Брунею
- Центр вивчення ісламу SOAS
- Інститут біорізноманіття до дослідження довкілля
- Інститут вивчення Азії
- Центр нових матеріалів та енергетики
- Центр IBM
- Інститут політичних досліджень
- Інститут лідерства, інновацій і розвитку
- Інноваційний центр електронного урядування
- Центр передових досліджень
- Центр мов

## Кампус
Територія університету знаходиться в межах міста Бандар-Сері-Бегаван, на території мукіму Гадонг A.

## Історія
Університет засновано 1985 року, коли до нього було прийнято 176 перших студентів.

### Міжнародне співробітництво
Станом на 2015 рік університет має партнерів серед близько 100 університетів у 18 країнах світу, переважно азійських.

## Рейтинги
У 2014 році Університет Бруней-Даруссалам було вперше включено до Азійського рейтингу QS World University Rankings, де він зайняв 171—180 місце серед 180 азійських університетів. У 2015 році в тому ж рейтингу університет піднявся на 57 позицій і зайняв 118 місце, зокрема завдяки поліпшенню рівня публікацій наукових досліджень. У 2016 році університет незначно знизив свої показники — до 123-го місця.